# Lodewijk De Clerck
Lodewijk De Clerck, född 3 januari 1936, död 13 februari 2018, var en friidrottare från Belgien. Han deltog vid olympiska sommarspelen 1960.